# 特奥多尔·莫雷尔
特奥多尔·吉尔贝特·莫雷尔（德語：Theodor Gilbert Morell，1886年7月22日—1948年5月26日），德国医生，因担任希特勒的私人医生而闻名。莫雷尔以其非常规的治疗方法而闻名于德国。长期以来，他通过实际行动协助希特勒完成其政府首脑职能，并长期陪伴在他身边，直到希特勒于柏林战役中自尽。期间，莫雷尔被希特勒授予重大奖项，并且通过与纳粹政府的商业交易成为了百万富翁。

## 早年
莫雷尔生长于黑森州明岑贝格特赖斯，是一名小学教师的次子。他首先在格勒诺布尔和巴黎学医，然后于1910年慕尼黑进行产科和妇科的训练。 1913年5月23日，他取得了博士学位，并获得了医生的全套执照。 在当了一段时间的船医后，1914年，第一次世界大战爆发，他自愿在前线服役，担任陆军营医疗官直到1917年。1918年，他回到柏林从事自己的医疗工作，并于1920年与一位富有的女演员汉内洛尔·莫勒结婚。通过妻子的财产，他为他的办公室配备了全新的医疗技术。他将他的非常规治疗瞄准了高档市场，其疗法成为了当时治疗皮肤病和性病的时尚。在此期间，他拒绝了波斯国王礼萨汗和罗马尼亚国王的私人医生邀请。 

## 职业

### 希特勒的医生
1933年希特勒上台后，莫雷尔加入了纳粹党。1935年，莫雷尔治好了希特勒的私人摄影师海因里希·霍夫曼，霍夫曼告诉希特勒，莫雷尔救了他的命。 1936年，希特勒与莫雷尔首次见面，莫雷尔开始为希特勒配置各种商用制剂，包括一种维生素和大肠杆菌乳剂（被称为Mutaflor）的组合，这一组合成功地治疗了希特勒的重度胃痉挛。  莫雷尔的处方还治愈了希特勒的腿疹。 希特勒对莫雷尔的医学天分深信不疑，后者也被拉入他的社交圈子。  
尽管莫雷尔与犹太人关系密切，希特勒仍对其长期信任。一些历史学家认为这是因为莫雷尔在德国治疗梅毒的声誉以及希特勒自己（推测）对这种疾病的恐惧。另有人认为是因为希特勒很有可能患有帕金森病，尤其是在战争即将结束时。 
希特勒向纳粹领导层的其他人推荐了莫雷尔，但包括赫尔曼·戈林和海因里希·希姆莱在内的大多数人，都认为莫雷尔是个庸医。阿尔伯特·斯佩尔在他的自传中称：
1936年，当我的血液循环和胃出现问题时…我拜访了莫雷尔的私人办公室。经过表面检查，莫雷尔给我开了他的肠道细菌、葡萄糖、维生素和激素片。为了安全起见，我随后接受了古斯塔夫·冯·贝格曼教授的彻底检查，他是柏林大学(现夏里特医院)的内科专家。他总结道，我没有任何器官上的问题，这只是过劳引起的神经症状。

我尽可能降低了工作强度，症状相应减轻了。为了避免得罪希特勒，我假装认真遵守了莫雷尔的指示，因为我的健康状况有所改善，我一度成为莫雷尔医学技术的证明。 – 阿尔伯特·斯佩尔, 第三帝国内幕 (1969)

当希特勒早上头昏眼花时，莫雷尔会给他注射一种水溶液，其中混合了几个小金箔包裹中的物质，他称之为“Vitamultin”。在注射后，希特勒能够正常站立，表现得精神焕发，精力充沛。希特勒给了希姆莱一个包裹，希姆莱立即起了疑心，并秘密命令他的一名党卫军医生恩斯特·申克在实验室进行测试。它被发现含有甲基苯丙胺。至少有一次，希特勒命令他的私人火车停下来而不顾火车会挤在一起，以让莫雷尔给他注射药剂。
莫雷尔在希特勒的随行人员中并不受欢迎，他们抱怨医生粗鲁的餐桌礼仪、糟糕的卫生以及体臭。据说希特勒对此回应到：“我雇用他不是为了他的香水，而是为了照顾我的健康。”  赫尔曼·戈林称莫雷尔为 Der Reichsspritzenmeister（“帝国注射大师”）或者其他类似的称呼，  讽刺莫雷尔在面临医疗问题时往往诉诸于使用药物注射，以至于滥用。

### 给希特勒服用的药物
莫雷尔在医疗日记中记录了他给希特勒服用的药物、滋补品、维生素和其他物质，通常是注射（每天最多 20 次）或药丸形式。大多数是商业制剂，一些是莫雷尔自己的混合物。由于其中一些化合物现在被发现是有毒的，历史学家推测莫雷尔在无意中导致了希特勒的健康状况的进一步恶化。以下是希特勒施用的大约 74 种物质（以 28 种不同混合物形式） 的零碎清单，包括精神药物，例如海洛因以及商业毒药。按字母顺序排列，这些化合物包括： 
1. Brom-Nervacit：镇静剂，由溴化物，二乙基巴比妥酸钠，氨基比林组成，自 1941 年 8 月以来，几乎每天晚上一勺，以抵消甲基苯丙胺的刺激，保证睡眠。 [7]
2. 卡地阿唑和可拉明：即戊四氮和尼可刹米，自 1941 年以来用于腿部水肿。
3. Chineurin：一种含有奎宁的普通感冒和流感制剂。
4. 可卡因和肾上腺素：通过眼部滴注。 [14]
5. 可拉明：即尼可刹米，巴比妥类镇静过度时注射。此外，莫雷尔将使用可拉明作为通用“滋补品”的一部分。
6. Cortiron：醋酸脱氧皮质酮，肌肉注射，用于治疗肌肉无力，会影响碳水化合物代谢。
7. Doktor Koster's Antigaspills ：高剂量的颠茄提取物和马钱子碱，自 1936 年以来，每餐前 2-4 粒，每天总共 8-16 片， [15]用于肠胃胀气（英语：Tympanites）。 [16] [17]
8. Enbasin：磺胺，5cc于臀部，用于各种感染。
9. Euflat：包含胆汁提取物、当归、芦荟、罂粟碱、咖啡因、胰酶、牛磺酸。丸状，用于肠胃胀气和消化系统疾病。
10. Eukodal：大剂量羟考酮，止痛药，用于肠痉挛。[18]
11. 优帕佛林：即莫沙维林，一种用于肠痉挛和绞痛的异喹啉衍生物。
12. 葡萄糖：1938 年至 1940 年每三天注射 5% 和 10% 的葡萄糖，以增强羊角拗的效果。
13. Glyconorm：二甲双胍, [7]代谢酶 (Cozymase I 和 II), 氨基酸, 维生素 – 作为强化补品的注射液
14. Homatropin：后马托品。加入0.1克氢化钡，0.08克氯化钠，蒸馏水 10 毫升。眼药水，用于右眼。
15. Intelan：维生素A、D3和B12的混合物。片剂，每天两次，作为强化剂和滋补剂。
16. Camomilla Officinale：甘菊，按照患者的个人要求，选择肠灌注。
17. Luitzym：包括纤维素酶、半纤维素酶、淀粉酶、蛋白酶，餐后服用，用于肠胃胀气等肠道问题。
18. Mutaflor：大肠杆菌菌株乳剂，一种改善肠道菌群的肠溶片。 1936 年，他们被开给希特勒治疗肠胃胀气，这是莫雷尔的第一种非正规药物治疗，细菌是从人粪便中培养的。 [19]
19. 奥姆纳丁：非特异性脂蛋白制剂,蛋白质化合物、胆汁脂质和动物脂肪的混合物，在感染开始时服用（与 “Vitamultin” 一起服用）。
20. Optalidon：咖啡因, 异丙安替比林，片剂，用于早期感染（与 “Vitamultin” 一起服用）。
21. Orchikrin：牛睾酮、脑垂体和甘油磷酸的提取物，作为滋补剂、强化剂。也作为壮阳药销售。 [17]
22. Penicilline-Hamma：青霉素,粉状局部抗生素。 1944 年 7 月 20 日暗杀未遂后用于治疗希特勒的右臂。
23. Pervitin：甲基苯丙胺注射剂,用于治疗精神抑郁和疲劳[7] [17]。
24. Progynon B-Oleosum：包括戊酸雌二醇, 卵泡激素的苯甲酸酯。用于改善胃粘膜循环。
25. Prostacrinum：精囊和前列腺提取物，肌肉注射。在 43 年的一小段时间内，每隔一天注射两剂，用于精神抑郁症。[17]
26. Prostophanta：0.3毫克羊角拗，以及葡萄糖，维生素B，烟酸。另有心脏糖苷，肌肉注射，强化剂。
27. Septoid：10cc 3%碘（以碘化钾的形式）和 10cc 20%葡萄糖，静脉注射，每天两次或三次，用于改善心脏状况和第二心音异常。
28. Strophantin：旋花羊角拗苷，从1941到1944年，以2周为周期每天施用0.2 毫克。一种用于冠状动脉硬化的顺势疗法。
29. 辛怕托：即辛弗林。自1942年以来，每天10滴，用于增加心输出量。
30. Testoviron：丙酸睾酮，用作滋补剂、强化剂。
31. Tonophosphan：磷酸制剂 –皮下注射，1942到1944年间用作滋补剂, 强化剂。
32. Ultraseptyl：磺胺类药物，用于呼吸道感染。
33. Veritol：羟基苯基-2-甲氨基丙烷，自1944年3月起，滴注，用于左眼治疗。
34. Vitamultin-钙：咖啡因和维生素。

### 第二次世界大战
1939年，莫雷尔无意中卷入了入侵捷克斯洛伐克的过程。捷克斯洛伐克总统伊米爾·哈卡被希特勒的突然爆发吓得昏倒。 莫雷尔向哈卡注射兴奋剂以唤醒他，虽然他声称这些只是维生素，但它可能含有甲基苯丙胺。哈卡很快就屈服于希特勒的要求。
1942年5月，时任波希米亞和摩拉維亞保護國代理总督的萊因哈德·海德里希遇刺，莫雷尔作为其中一名医生被希姆莱带来治疗这名受重伤的党卫军军官。希姆莱的首席医生卡尔·格布哈特(Karl Gebhardt)忽视了他使用抗生素的建议，导致坏疽，海德里希于一周后去世。 
在1944年7月20日对希特勒的暗杀失败之后，莫雷尔开始用外用青霉素治疗他，这种药物最近才被美国军队用于测试，他从哪里获得它无从得知。莫雷尔在战后被美国情报官员审问时声称他完全不知道青霉素。当希特勒的核心圈子成员接受《地堡》一书的采访时，一些人声称，莫雷尔在一家以欺诈方式销售青霉素产品的公司中拥有大量股份。 
埃尔文·盖辛医生（Dr. Erwin Geising）是一位耳鼻喉科专科医生，7月20日爆炸案之后，曾被调来治疗希特勒在爆炸中受损的耳膜。1944年9月，当希特勒的黄疸开始恶化时，他开始是质疑莫雷尔治疗希特勒的方法。盖辛试图猜想黄疸的成因，故意给自己服了一些莫雷尔让希特勒每天大量服用的“科斯特医生的抗毒药”，结果发现它们有轻微的危害。对它们进行分析后，他发现它们含有马钱子碱和颠茄提取物，其中马钱子碱是导致黄疸的原因。盖辛向希特勒的另外两名医生卡尔·勃兰特和汉斯卡尔·冯·哈塞尔巴赫报告了他的结果，后两者又告诉了希特勒的其他随从。当这件事最终传到希特勒那里时，他非常愤怒。他宣称他完全相信莫雷尔和他的治疗方法，并解雇了盖辛、勃兰特和哈塞尔巴赫全部三位医生，尽管后两位早在他执政初期就一直在他身边。   几个月后，勃兰特被监禁并在纽伦堡审判中被判处死刑。  
到了1945年4月，希特勒每天服用大量药片，并进行多次注射。莫雷尔的个人笔记描述了他多年来如何对待希特勒，包括诸如“一如既往地注射”和“Eukodal”（阿片类药物羟考酮的在德国的早期商品名）等符号。 
莫雷尔是位于帝国总理府地下的元首地堡的居住者之一，是跟随希特勒从東普魯士拉斯腾堡的狼穴搬到那里的第一批随从。随着柏林战役的进展和帝国的前景变得愈发悲观，莫雷尔为希特勒等人提供了氰化物胶囊，爱娃·勃劳恩后来用之自杀，約瑟夫·戈培爾和他的妻子玛格达在自杀之前用它来谋杀他们的六个孩子。 
1945 年4月20日，莫雷尔、希特勒的副官阿尔伯特·鲍曼、海军上将卡尔-耶斯科·冯·普特卡默、希特勒的牙医胡戈·布拉施克医生、秘书约翰娜·沃尔夫、克里斯塔·施罗德和其他几人被希特勒命令乘飞机离开掩体和柏林，前往上萨尔茨堡。 希特勒告诉莫雷尔他不再需要更多的医疗帮助，尽管他继续服用莫雷尔为他开的许多药物。 在希特勒生命的最后一周，这些药物由溫納·哈瑟医生和希特勒的近侍海因茨·林格管理。 在接下来的三天里，这群人乘坐元首飞行中队的飞机从柏林起飞。莫雷尔乘坐的航班于4月23日离开柏林。

## 个人奖项和财富
希特勒授予莫雷尔教授称号，并授予他金党徽章和戰功十字勳章。 莫雷尔利用他与希特勒的关系，向德国劳工阵线出售他的“Vitamultin”以及向国防军出售他的灭虱产品“Rußla粉”。 除了年薪的60,000帝国马克之外，这些商业投机还为莫雷尔赚取了大约 700 万帝国马克的财富。 

## 晚年与死亡
莫雷尔后来被美军俘虏并于1945年5月18日接受审讯。 据报道，他的一名审讯者对他的肥胖和不讲卫生感到“厌恶”。尽管他被关押在前布痕瓦尔德集中营改造的美国拘留营中，并因与希特勒关系密切而受到质疑，但莫雷尔从未被指控有罪。由于极度肥胖且健康状况不佳，他于1948年5月26日在泰根塞的一家医院去世。